# Martin Boevée
M.C. (Martin) Boevée (Hazerswoude, 17 juni 1949) is een Nederlands politicus van de PvdA.
Vanaf 1972 zat hij in het onderwijs. Zo was hij onderwijzer op een lagere school in Ridderkerk, enkele jaren later werd hij adjunct-directeur en in 1976 werd hij hoofd van een lagere school in Amsterdam. Daarnaast was Boevée vanaf 1975 gemeenteraadslid in Woerden waar hij in 1982 wethouder werd. Op 1 januari 1989 vond in de provincie Utrecht een gemeentelijke herindeling plaats waarbij Loenen, Vreeland en Nigtevecht opgingen in een nieuwe gemeente Loenen waarvan hij burgemeester werd. Ruim 13 jaar later volgde zijn benoeming tot burgemeester van de Zuid-Hollandse gemeente Sliedrecht. In april 2011 legde hij tijdelijk die functie neer. Aanleiding was dat er commotie was ontstaan over zijn rol bij het Baggerfestival; uit nader onderzoek bleek dat er echter sprake was van een vertrouwensbreuk tussen burgemeester en wethouders. Tonny van de Vondervoort werd vervolgens benoemd tot waarnemend burgemeester van Sliedrecht, met als bijzondere opdracht de bestuurlijke verhoudingen in het college en tussen college en ambtelijk apparaat te onderzoeken. Per 1 april 2012 ging Boevée vervroegd met pensioen; tot die tijd duurde de verlofsituatie voort.